# زیزن
شهر زیزن (به آلمانی: Seesen) در ایالت نیدرزاکسن در کشور آلمان واقع شده‌است.